# Iglesia de San Juan Bautista (Novelda)
La iglesia Parroquial de San Juan Bautista de Novelda (Provincia de Alicante, España) es un templo católico de estilo barroco que data del siglo XVIII.

## Descripción
Es un templo de planta de cruz latina, con una nave principal y dos laterales. Su bóveda es de cañón seguido con cúpula semiesférica. Colocada la primera piedra el 19 de abril de 1751, según Pascual Madoz, su construcción, aunque sencilla, es muy sólida por ser toda de cantería, excepto las bóvedas. Cuenta con dos torres (una de ellas inacabada).
La puerta que da entrada por la Capilla de la Virgen del Remedio presenta en su exterior dos columnas sosteniendo una cornisa y, sobre aquellas, otras dos que sirven de adorno a un nicho ocupado por la imagen de la Virgen del Remedio, que es de piedra.
La nave principal se halla sostenida por diez pilastras cuadradas de cantería que rematan con capiteles de orden compuesto y comprende cuatro altares por lado. Detrás del altar mayor, está el coro, cuya sillería es de nogal. En los cuatro ángulos del crucero, se hallan cuatro evangelistas tallados en la misma piedra. 
Una de las joyas de la Iglesia Parroquial es el órgano barroco del siglo XVIII, de características únicas en la provincia, con un pedal de 27 notas y dos registros en abanico, posiblemente el primer órgano con pedal completo de la provincia. Construido en 1771, tenía una consola mirando al crucero y el instrumento mecánico fue obra de Pedro Palop.